# Alonisos

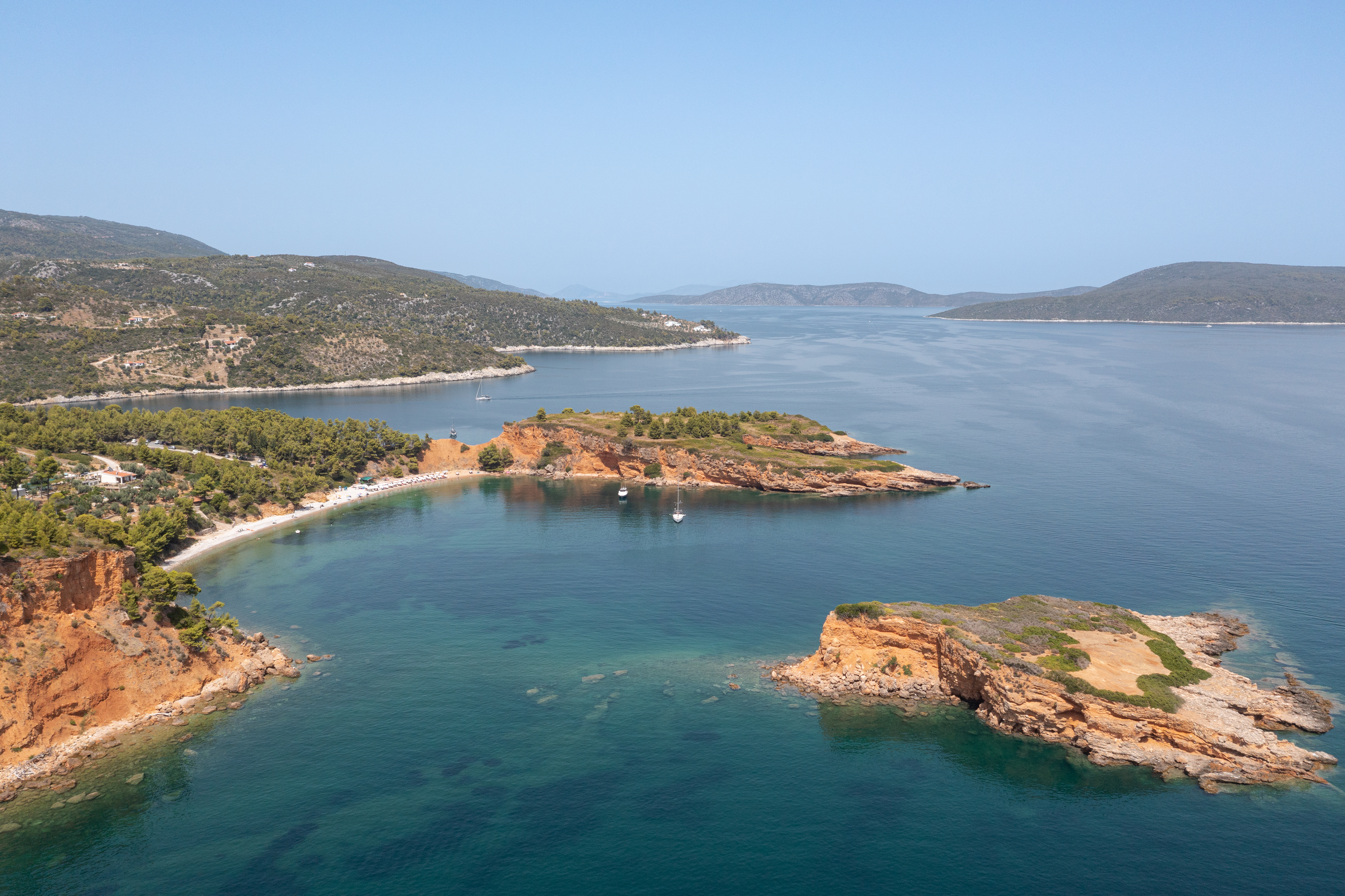
Fragment wschodniego pobrzeża wyspy

Alonisos (gr. Αλόννησος, Alónnisos) – grecka wyspa na Morzu Egejskim. Obok Skiatos i Skopelos jest trzecią wyspą archipelagu północnych Sporad, położoną około 5 km od Skopelos. 
Administracyjnie wyspa leży w gminie Alonisos, w jednostce regionalnej Sporady, w regionie Tesalia, w administracji zdecentralizowanej Tesalia-Grecja Środkowa.
Alonisos to również nazwa miejscowości, zatoki i gminy, w której skład wchodzą miejscowości na wyspie oraz część małych okolicznych wysepek.

## Historia
W czasach starożytnych wyspa nazywała się Ikos Euonymos, natomiast w średniowieczu znana była jako Liadromia (Λιαδρόμια). W XIX wieku jej nazwa zapisana w oficjalnych dokumentach, to Iliodromia (Ηλιοδρόμια). Nazwa przetrwała aż do 1938 roku, kiedy to omyłkowo lecz trwale, król Otton I wprowadził obecną nazwę Alonisos, w starożytności odnoszącą się do sąsiedniej wyspy Kira Panaja.

## Geografia i gospodarka
Wyspa w najszerszym miejscu liczy 4,5 km, a w najdłuższym 20 km. Jest położona niedaleko Magnezji – najbliższego stałego lądu oraz wyspy Eubea. Góry są głównie wapienne. Komunikacja jest możliwa dzięki dobrej jakości dróg, łączących ze sobą główne miasta.
Główny port wyspy znajduje się na południowo-wschodnim wybrzeżu, w miejscowości Patitiri. Odpływają z niego promy i wodoloty do Wolos, Ajos Konstandinos i Salonik oraz wszystkich wysp archipelagu Sporad – Skiatos, Skiros i Skopelos.
Na Alonisos silnie jest rozwinięte rolnictwo, a szczególnie produkcja win oraz uprawa i sadownictwo oliwek, winogron i fig. Drugim najważniejszym źródłem utrzymania jest rybołówstwo. Obecnie zauważalne jest silne oddziaływanie turystyki na gospodarkę i tworzenie miejsc pracy.
W 1965 roku wyspę nawiedziło trzęsienie ziemi, które zniszczyło większość domów oraz spowodowało zmniejszenie się populacji. Odbudowane domy odbiegają architektonicznie od tych budowanych przed 1965, głównie po to, by zachęcić turystów oraz rozwijać infrastrukturę turystyczną.

## Ekologia
Ekosystem na wyspie jest w bardzo dobrym stanie. Wyspa ma wiele plaż, głównie kamienistych. Od 1992 znajduje się na terenie Morskiego Parku Narodowego Alonisos-Sporady Północne, mającego na celu ochronę zagrożonych wyginięciem mniszek śródziemnomorskich oraz innych gatunków zwierząt.

## Populacja
W 2021 roku wyspę zamieszkiwało 3153 osób. Najludniejsze miejscowości to: Patitiri (1628 osób), Wotsi (473 osoby), Alonisos (208 osób) i Steni Wala (104 osoby).